# Idiotrella coomani
Idiotrella coomani är en insektsart som först beskrevs av Lucien Chopard 1939.  Idiotrella coomani ingår i släktet Idiotrella och familjen syrsor. Inga underarter finns listade i Catalogue of Life.